# Келеш, Владимир Михайлович
Влади́мир Миха́йлович Келеш (молд. и рум. Vladimir Cheles; род. 11 декабря 1988, Джамбул (ныне Тараз), Казахская ССР, СССР) — российский боксёр-профессионал гагаузского происхождения, выступающий в полутяжёлой, и в первой тяжёлой весовых категориях.
Бывший член национальной сборной Республики Молдова, мастер спорта международного класса Республики Молдова (2011), четырёхкратный чемпион Республики Молдова (2007, 2008, 2009, 2010), победитель и призёр международных и национальных первенств в любителях.
Среди профессионалов действующий чемпион СНГ и Славянских стран по версии WBC CIS and Slovac Boxing Bureau (2021—н. в.) в 1-м тяжёлом весе.
Лучшая позиция по рейтингу BoxRec — 37-я (октябрь 2021) и является 4-м среди российских боксёров первой тяжёлой весовой категории, а по рейтингам основных международных боксёрских организаций занял 36-ю строчку рейтинга WBC, — входя в ТОП-40 лучших боксёров первого тяжёлого веса всего мира.

## Биография
Родился 11 декабря 1988 года в городе Джамбул (ныне Тараз), в Казахской ССР, в СССР. По происхождению является гагаузом.

## Любительская карьера
Учился в СДЮШОР города Кишинёва. Окончил Академию экономического образования Молдавии (специальность «Бизнес и управление»).
В 2009 году стал мастером спорта Республики Молдова по боксу, а в 2011 году получил звание мастера спорта международного класса Республики Молдова.
- Чемпион Республики Молдова среди молодёжи.
- Чемпион Республики Молдова по боксу в весовой категории до 75 кг (2007).
- Чемпион Республики Молдова по боксу в весовой категории до 81 кг (2008, 2009, 2010).
- Победитель международного турнира по боксу памяти Н. Короткова (Хабаровск, 2011).
- Победитель Мемориала Вячеслава Шустова и Дмитрия Дадиани (Тирасполь, 2008)[4].

## Профессиональная карьера
1 марта 2015 года начал профессиональную карьеру, победив техническим нокаутом в 1-м же раунде украинца Юрия Сотникова (дебют). Тренируется у Сергея и Натальи Кубышевых.
10 апреля 2021 года в Москве (Россия) единогласным решением судей (счёт: 100-90, 98-92, 97-93) победил опытного боснийца Джемала Бошняка (4-3), и завоевал вакантный титул чемпиона СНГ и Славянских стран по версии WBC CIS and Slovac Boxing Bureau (CISBB) в 1-м тяжёлом весе.

## Статистика профессиональных боёв
В таблице перечислены результаты всех поединков боксёров.
В каждой строке указан результат поединка. Дополнительно номер поединка обозначен цветом, который обозначает итог поединка. Расшифровка обозначений и цветов представлена в нижеследующей таблице.
| Пример | Расшифровка                     |
| ------ | ------------------------------- |
|        | Победа                          |
|        | Ничья                           |
|        | Поражение                       |
|        | Планируемый поединок            |
|        | Поединок признан несостоявшимся |
| КО     | Нокаут                          |
| ТКО    | Технический нокаут              |
| PTS    | Решение судей (по очкам)        |
| UD     | Единогласное решение судей      |
| MD     | Решение большинства судей       |
| SD     | Раздельное решение судей        |
| RTD    | Отказ от продолжения боя        |
| DQ     | Дисквалификация                 |
| NC     | Поединок признан несостоявшимся |

| 10 поединков, 10 побед (6 нокаутом). | 10 поединков, 10 побед (6 нокаутом). | 10 поединков, 10 побед (6 нокаутом). | 10 поединков, 10 побед (6 нокаутом). | 10 поединков, 10 побед (6 нокаутом).               | 10 поединков, 10 побед (6 нокаутом). | 10 поединков, 10 побед (6 нокаутом). |
| Бой                                  | Рекорд                               | Дата боя                             | Соперник                             | Место проведения боя                               | Раундов, время                       | Дополнительно |
| ------------------------------------ | ------------------------------------ | ------------------------------------ | ------------------------------------ | -------------------------------------------------- | ------------------------------------ | --- |
| 10                                   | 10-0                                 | 10 апреля 2021                       | Джемал Бошняк (4-3)                  | УСК «Крылья Советов», Москва, Россия               | UD 10 (10)                           | Счёт: 100-90, 98-92, 97-93. Завоевал вакантный титул чемпиона СНГ и Славянских стран по версии WBC CIS and Slovac Boxing Bureau (CISBB) в 1-м тяжёлом весе. |
| 9                                    | 9-0                                  | 24 декабря 2020                      | Вадим Новопашин (6-1)                | УСК «Крылья Советов», Москва, Россия               | UD 8 (8)                             | Счёт: 80-72 (трижды). |
| 8                                    | 8-0                                  | 4 сентября 2020                      | Денис Царюк (12-2)                   | УСК «Крылья Советов», Москва, Россия               | RTD 6 (8), 3:00                      | |
| 7                                    | 7-0                                  | 28 февраля 2020                      | Антонио Григоров (0-3)               | Siconco Hall, София, Болгария                      | TKO 1 (6), 2:05                      | |
| 6                                    | 6-0                                  | 20 октября 2018                      | Давид Рибакони (4-23-5)              | Спорт Холл Универ, Комрат, Молдова                 | RTD 3 (8), 3:00                      | |
| 5                                    | 5-0                                  | 17 марта 2018                        | Сергей Белошапкин (11-24-1)          | «Академия Бокса Флойда Мейвезера», Жуковка, Россия | RTD 3 (8), 3:00                      | Первоначально должен был драться с Алексеем Папиным, получившим парциальный разрыв передней крестообразной связки.                                          |
| 4                                    | 4-0                                  | 25 ноября 2016                       | Илья Рольгейзер (3-3)                | Клуб «Корстон», Москва, Россия                     | UD 8 (8)                             | Счёт: 80-72, 80-73, 79-73. |
| 3                                    | 3-0                                  | 13 ноября 2015                       | Анатолий Однорог (1-0)               | Boxing & Gym Academy, Москва, Россия               | UD 6 (6)                             | Счёт: 60-54 (трижды). |
| 2                                    | 2-0                                  | 22 июня 2015                         | Игорь Пилипенко (4-21-2)             | Boxing & Gym Academy, Москва, Россия               | TKO 4 (6), 1:17                      | |
| 1                                    | 1-0                                  | 1 марта 2015                         | Юрий Сотников (дебют)                | Boxing & Gym Academy, Москва, Россия               | TKO 1 (4), 1:27                      | |